# Zimány
Zimány is een plaats (község) en gemeente in het Hongaarse comitaat Somogy. Zimány telt 664 inwoners (2001).